# Јагодње
Јагодње је насељено мјесто у Лици. Припада општини Удбина, у Личко-сењска жупанији, Република Хрватска.

## Географија
Јагодње је удаљено око 22 км сјеверозападно од Удбине. Налази се у западном дијелу Крбавског поља.

## Историја
Јагодње се од распада Југославије до августа 1995. године налазило у Републици Српској Крајини. До територијалне реорганизације у Хрватској насеље се налазило у саставу бивше велике општине Кореница.

## Становништво
Према попису из 1991. године, насеље Јагодње је имало 48 становника, од којих је било 44 Хрвата и 3 Срба. Према попису становништва из 2001. године, Јагодње је имало 37 становника. Јагодње је према попису из 2011. године имало 32 становника.
| Демографија | Демографија | Демографија |
| Година      | Становника  | Становника  |
| ----------- | ----------- | ----------- |
| 1948.       | 128         |             |
| 1953.       | 131         |             |
| 1961.       | 127         |             |
| 1971.       | 91          |             |
| 1981.       | 56          |             |
| 1991.       | 48          |             |
| 2001.       | 37          |             |
| 2011.       |             | 32          |